# チャールズ・ドーズ
チャールズ・ゲーツ・ドーズ (Charles Gates Dawes, 1865年8月27日 - 1951年4月23日)は、アメリカ合衆国の政治家。カルビン・クーリッジ政権にて30代目アメリカ合衆国副大統領を務めた。

## 経歴
1865年8月27日にオハイオ州ワシントン郡マリエッタに誕生した。1884年にマリエッタ大学を卒業し、その後1886年にシンシナティ法律学校を卒業した。同年に法曹界入りし、ネブラスカ州リンカーンで1887年から1894まで弁護士業を行った。ドーズは1894年から1897年まで公益事業会社及び銀行業務を行い、1898年から1901年まで財務省通貨監査長官であった。彼は1902年にアメリカ合衆国上院選挙に出馬したが落選した。
第一次世界大戦中にアメリカ陸軍に少佐として入隊し、その後中佐に昇進して、後に第17工兵隊の准将に昇進した。彼はアメリカ遠征軍の供給調達部長を務め、陸軍省清算委員会のメンバーであった。1919年に軍を退役し、予算事務局の設立で1921年に初代管理者に任命された。彼は1923年に連合軍再建委員会の委員に任命された。ドイツの経済を回復し安定させる計画（ドーズ案）についての研究でドーズは1925年にノーベル平和賞を受賞した。

### 1924年アメリカ合衆国大統領選挙
1924年アメリカ合衆国大統領選挙で共和党候補としてカルビン・クーリッジ大統領とともに1924年11月5日に副大統領に選出され、1925年3月4日から1929年3月3日まで同職を務めた。

### その他
1929年から1932年まで駐イギリス大使を務め、その後イリノイ州シカゴで銀行業務を再開し、1932年から1951年に死去するまでシティ・ナショナル・バンク・アンド・トラスト株式会社の取締役会長を務めた。彼はイリノイ州エヴァンストンで死去し、イリノイ州シカゴのローズヒル墓地に埋葬された。

## 作曲家として
チャールズ・ドーズは独学のピアニスト兼作曲家でもあった。「It's All In The Game（恋のゲーム）」は彼が1912年に作曲した「Melody in A Major」に1951年にカール・ジーグマンが歌詞を加えたもので、同曲はトミー・エドワーズが1958年に吹き込んでアフリカ系アメリカ人として初めてBillboard Hot 100の1位を獲得したほか、ヴァン・モリソン、クリフ・リチャード、エルトン・ジョン、山下達郎といったミュージシャンによっても録音された。